# Bilan saison par saison des Bucks de Milwaukee

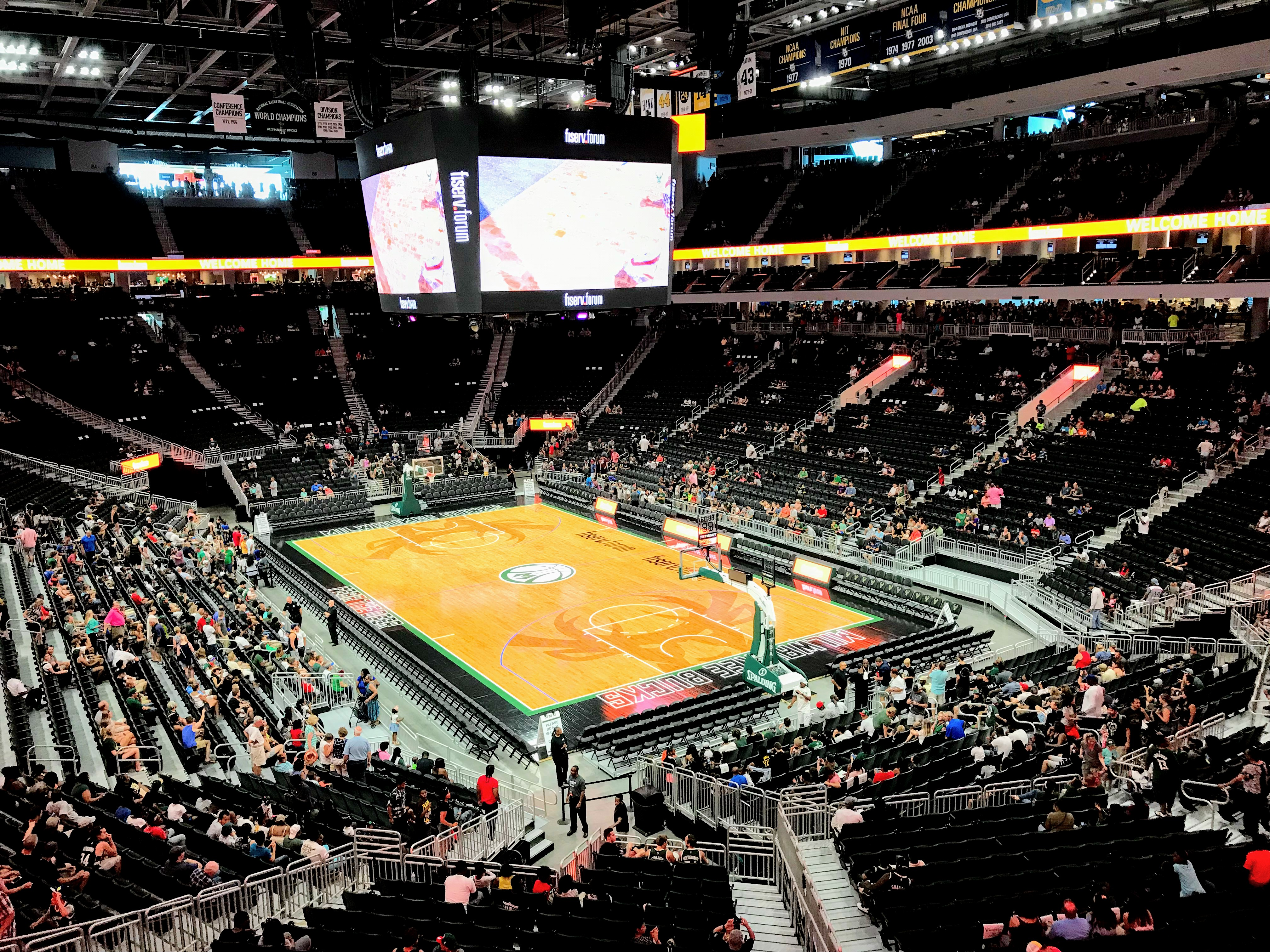
Le Fiserv Forum est l'arène des Bucks.

Le tableau suivant est un bilan saison par saison des Bucks de Milwaukee avec les performances réalisées par la franchise depuis sa création en 1968.
| Saison           | Équipe           | Conférence       | Conférence       | Division         | Division         | Saison régulière | Saison régulière | Saison régulière | Playoffs | Entraîneur principal                 | Réf.         |
| Saison           | Équipe           | Conférence       | Conférence       | Division         | Division         | V                | D                | PCT              | Playoffs | Entraîneur principal                 | Réf.         |
| ---------------- | ---------------- | ---------------- | ---------------- | ---------------- | ---------------- | ---------------- | ---------------- | ---------------- | --- | ------------------------------------ | ------------ |
| Milwaukee Bucks. |                  |                  |                  |                  |                  |                  |                  |                  | |                                      |              |
| 1968-69          | 1968-69          | -                | -                | Est              | 7e               | 27               | 55               | 32,9%            | - | Larry Costello                       | [ 1 ]        |
| 1969-70          | 1969-70          | -                | -                | Est              | 2e               | 56               | 26               | 68,3%            | Victoire en demi-finale de division (Philadelphie, 4-1) Défaite en finale de division (New York, 1-4)                                                                             | Larry Costello                       | [ 2 ]        |
| 1970-71          | 1970-71          | Ouest            | 1er              | Midwest          | 1er              | 66               | 16               | 80,5%            | Victoire en demi-finale de conférence (San Francisco, 4-1) Victoire en finale de conférence (L.A. Lakers, 4-1) Victoire en finale NBA (Baltimore, 4-0)                            | Larry Costello                       | [ 3 ]        |
| 1971-72          | 1971-72          | Ouest            | 2e               | Midwest          | 1er              | 63               | 19               | 76,8%            | Victoire en demi-finale de conférence (San Francisco, 4-1) Défaite en finale de conférence (L.A. Lakers, 2-4)                                                                     | Larry Costello                       | [ 4 ]        |
| 1972-73          | 1972-73          | Ouest            | 1er              | Midwest          | 1er              | 60               | 22               | 73,2%            | Défaite en demi-finale de conférence (San Francisco, 2-4) | Larry Costello                       | [ 5 ]        |
| 1973-74          | 1973-74          | Ouest            | 1er              | Midwest          | 1er              | 59               | 23               | 72,0%            | Victoire en demi-finale de conférence (L.A. Lakers, 4-1) Victoire en finale de conférence (Chicago, 4-0) Défaite en finale NBA (Boston, 3-4)                                      | Larry Costello                       | [ 6 ]        |
| 1974-75          | 1974-75          | Ouest            | 7e               | Midwest          | 4e               | 38               | 44               | 46,3%            | - | Larry Costello                       | [ 7 ]        |
| 1975-76          | 1975-76          | Ouest            | 4e               | Midwest          | 1er              | 38               | 44               | 46,3%            | Défaite au premier tour (Détroit, 1-2) | Larry Costello                       | [ 8 ]        |
| 1976-77          | 1976-77          | Ouest            | 11e              | Midwest          | 6e               | 30               | 52               | 36,6%            | - | Larry Costello Don Nelson            | [ 9 ]        |
| 1977-78          | 1977-78          | Ouest            | 6e               | Midwest          | 2e               | 44               | 38               | 53,7%            | Victoire au premier tour (Phoenix, 2-0) Défaite en demi-finale de conférence (Denver, 3-4)                                                                                        | Don Nelson                           | [ 10 ]       |
| 1978-79          | 1978-79          | Ouest            | 9e               | Midwest          | 4e               | 38               | 44               | 46,3%            | - | Don Nelson                           | [ 11 ]       |
| 1979-80          | 1979-80          | Ouest            | 2e               | Midwest          | 1er              | 49               | 33               | 59,8%            | Défaite en demi-finale de conférence (Seattle, 3-4) | Don Nelson                           | [ 12 ]       |
| 1980-81          | 1980-81          | Est              | 2e               | Centrale         | 1er              | 60               | 22               | 73,2%            | Défaite en demi-finale de conférence (Philadelphie, 3-4) | Don Nelson                           | [ 13 ]       |
| 1981-82          | 1981-82          | Est              | 2e               | Centrale         | 1er              | 55               | 27               | 67,1%            | Défaite en demi-finale de conférence (Philadelphie, 2-4) | Don Nelson                           | [ 14 ]       |
| 1982-83          | 1982-83          | Est              | 2e               | Centrale         | 1er              | 51               | 31               | 62,2%            | Victoire en demi-finale de conférence (Boston, 4-0) Défaite en finale de conférence (Philadelphie, 1-4)                                                                           | Don Nelson                           | [ 15 ]       |
| 1983-84          | 1983-84          | Est              | 2e               | Centrale         | 1er              | 50               | 32               | 61,0%            | Victoire au premier tour (Atlanta, 3-2) Victoire en demi-finale de conférence (New Jersey, 4-2) Défaite en finale de conférence (Philadelphie, 1-4)                               | Don Nelson                           | [ 16 ]       |
| 1984-85          | 1984-85          | Est              | 2e               | Centrale         | 1er              | 59               | 23               | 72,0%            | Victoire au premier tour (Chicago, 3-1) Défaite en demi-finale de conférence (Philadelphie, 0-4)                                                                                  | Don Nelson                           | [ 17 ]       |
| 1985-86          | 1985-86          | Est              | 2e               | Centrale         | 1er              | 57               | 25               | 69,5%            | Victoire au premier tour (New Jersey, 3-0) Victoire en demi-finale de conférence (Philadelphie, 4-3) Défaite en finale de conférence (Boston, 0-4)                                | Don Nelson                           | [ 18 ]       |
| 1986-87          | 1986-87          | Est              | 4e               | Centrale         | 3e               | 50               | 32               | 61,0%            | Victoire au premier tour (Philadelphie, 3-2) Défaite en demi-finale de conférence (Boston, 3-4)                                                                                   | Don Nelson                           | [ 19 ]       |
| 1987-88          | 1987-88          | Est              | 5e               | Centrale         | 4e               | 42               | 40               | 51,2%            | Défaite au premier tour (Atlanta, 2-3) | Del Harris                           | [ 20 ]       |
| 1988-89          | 1988-89          | Est              | 5e               | Centrale         | 4e               | 49               | 33               | 59,8%            | Victoire au premier tour (Atlanta, 3-2) Défaite en demi-finale de conférence (Détroit, 0-4)                                                                                       | Del Harris                           | [ 21 ]       |
| 1989-90          | 1989-90          | Est              | 6e               | Centrale         | 3e               | 44               | 38               | 53,7%            | Défaite au premier tour (Chicago, 1-3) | Del Harris                           | [ 22 ]       |
| 1990-91          | 1990-91          | Est              | 4e               | Centrale         | 3e               | 48               | 34               | 58,5%            | Défaite au premier tour (Philadelphie, 0-3) | Del Harris                           | [ 23 ]       |
| 1991-92          | 1991-92          | Est              | 11e              | Centrale         | 7e               | 31               | 51               | 37,8%            | - | Del Harris Frank Hamblen             | [ 24 ]       |
| 1992-93          | 1992-93          | Est              | 12e              | Centrale         | 7e               | 28               | 54               | 34,1%            | - | Mike Dunleavy                        | [ 25 ]       |
| 1993-94          | 1993-94          | Est              | 13e              | Centrale         | 7e               | 20               | 62               | 24,4%            | - | Mike Dunleavy                        | [ 26 ]       |
| 1994-95          | 1994-95          | Est              | 9e               | Centrale         | 6e               | 34               | 48               | 41,5%            | - | Mike Dunleavy                        | [ 27 ]       |
| 1995-96          | 1995-96          | Est              | 13e              | Centrale         | 7e               | 25               | 57               | 30,5%            | - | Mike Dunleavy                        | [ 28 ]       |
| 1996-97          | 1996-97          | Est              | 11e              | Centrale         | 7e               | 33               | 49               | 40,2%            | - | Chris Ford                           | [ 29 ]       |
| 1997-98          | 1997-98          | Est              | 13e              | Centrale         | 7e               | 36               | 46               | 43,9%            | - | Chris Ford                           | [ 30 ]       |
| 1998-99          | 1998-99          | Est              | 7e               | Centrale         | 4e               | 28               | 22               | 56,0%            | Défaite au premier tour (Indiana, 0-3) | George Karl                          | [ 31 ]       |
| 1999-00          | 1999-00          | Est              | 8e               | Centrale         | 5e               | 42               | 40               | 51,2%            | Défaite au premier tour (Indiana, 2-3) | George Karl                          | [ 32 ]       |
| 2000-01          | 2000-01          | Est              | 2e               | Centrale         | 1er              | 52               | 30               | 63,4%            | Victoire au premier tour (Orlando, 3-1) Victoire en demi-finale de conférence (Charlotte, 4-3) Défaite en finale de conférence (Philadelphie, 3-4)                                | George Karl                          | [ 33 ]       |
| 2001-02          | 2001-02          | Est              | 9e               | Centrale         | 5e               | 41               | 41               | 50,0%            | - | George Karl                          | [ 34 ]       |
| 2002-03          | 2002-03          | Est              | 7e               | Centrale         | 4e               | 42               | 40               | 51,2%            | Défaite au premier tour (New Jersey, 2-4) | George Karl                          | [ 35 ]       |
| 2003-04          | 2003-04          | Est              | 6e               | Centrale         | 4e               | 41               | 41               | 50,0%            | Défaite au premier tour (Détroit, 1-4) | Terry Porter                         | [ 36 ]       |
| 2004-05          | 2004-05          | Est              | 13e              | Centrale         | 5e               | 30               | 52               | 36,6%            | - | Terry Porter                         | [ 37 ]       |
| 2005-06          | 2005-06          | Est              | 8e               | Centrale         | 5e               | 40               | 42               | 48,8%            | Défaite au premier tour (Détroit, 1-4) | Terry Stotts                         | [ 38 ]       |
| 2006-07          | 2006-07          | Est              | 14e              | Centrale         | 5e               | 28               | 54               | 34,1%            | - | Terry Stotts Larry Krystkowiak       | [ 39 ]       |
| 2007-08          | 2007-08          | Est              | 13e              | Centrale         | 5e               | 26               | 56               | 31,7%            | - | Larry Krystkowiak                    | [ 40 ]       |
| 2008-09          | 2008-09          | Est              | 12e              | Centrale         | 5e               | 34               | 48               | 41,5%            | - | Scott Skiles                         | [ 41 ]       |
| 2009-10          | 2009-10          | Est              | 6e               | Centrale         | 2e               | 46               | 36               | 56,1%            | Défaite au premier tour (Atlanta, 3-4) | Scott Skiles                         | [ 42 ]       |
| 2010-11          | 2010-11          | Est              | 9e               | Centrale         | 3e               | 35               | 47               | 42,7%            | - | Scott Skiles                         | [ 43 ]       |
| 2011-12          | 2011-12          | Est              | 9e               | Centrale         | 3e               | 31               | 35               | 46,9%            | - | Scott Skiles                         | [ 44 ]       |
| 2012-13          | 2012-13          | Est              | 8e               | Centrale         | 3e               | 38               | 44               | 46,3%            | Défaite au premier tour (Miami, 0-4) | Scott Skiles Jim Boylan              | [ 45 ]       |
| 2013-14          | 2013-14          | Est              | 15e              | Centrale         | 5e               | 15               | 67               | 18,3%            | - | Larry Drew                           | [ 46 ]       |
| 2014-15          | 2014-15          | Est              | 6e               | Centrale         | 3e               | 41               | 41               | 50,0%            | Défaite au premier tour (Chicago, 2-4) | Jason Kidd                           | [ 47 ]       |
| 2015-16          | 2015-16          | Est              | 12e              | Centrale         | 5e               | 33               | 49               | 40,2%            | - | Jason Kidd                           | [ 48 ]       |
| 2016-17          | 2016-17          | Est              | 6e               | Centrale         | 2e               | 42               | 40               | 51,2%            | Défaite au premier tour (Toronto, 2-4) | Jason Kidd                           | [ 49 ]       |
| 2017-18          | 2017-18          | Est              | 7e               | Centrale         | 3e               | 44               | 38               | 53,7%            | Défaite au premier tour (Boston, 3-4) | Jason Kidd Joe Prunty                | [ 50 ]       |
| 2018-19          | 2018-19          | Est              | 1er              | Centrale         | 1er              | 60               | 22               | 73,2%            | Victoire au premier tour (Détroit, 4-0) Victoire en demi-finale de conférence (Boston, 4-1) Défaite en finale de conférence (Toronto, 2-4)                                        | Mike Budenholzer                     | [ 51 ]       |
| 2019-20          | 2019-20          | Est              | 1er              | Centrale         | 1er              | 56               | 17               | 76,7%            | Victoire au premier tour (Orlando, 4-1) Défaite en demi-finale de conférence (Miami, 1-4)                                                                                         | Mike Budenholzer                     | [ 52 ]       |
| 2020-21          | 2020-21          | Est              | 3e               | Centrale         | 1er              | 46               | 26               | 63,9%            | Victoire au premier tour (Miami, 4-0) Victoire en demi-finale de conférence (Brooklyn, 4-3) Victoire en finale de conférence (Atlanta, 4-2) Victoire en finale NBA (Phoenix, 4-2) | Mike Budenholzer                     | [ 53 ]       |
| 2021-22          | 2021-22          | Est              | 3e               | Centrale         | 1er              | 51               | 31               | 62,2%            | Victoire au premier tour (Chicago, 4-1) Défaite en demi-finale de conférence (Boston, 3-4)                                                                                        | Mike Budenholzer                     | [ 54 ]       |
| 2022-23          | 2022-23          | Est              | 1er              | Centrale         | 1er              | 58               | 24               | 70,7%            | Défaite au premier tour (Miami, 1-4) | Mike Budenholzer                     | [ 55 ]       |
| 2023-24          | 2023-24          | Est              | 3e               | Centrale         | 1er              | 49               | 33               | 59,8%            | Défaite au premier tour (Indiana, 2-4) | Adrian Griffin Joe Prunty Doc Rivers | [ 56 ]       |
| 2024-25          | 2024-25          | Est              | 5e               | Centrale         | 3e               | 48               | 34               | 58,5%            | Défaite au premier tour (Indiana, 1-4) | Doc Rivers                           | [ 57 ]       |
| Saison régulière | Saison régulière | Saison régulière | Saison régulière | Saison régulière | Saison régulière | 2 437            | 2 170            | 52,9%            | |                                      |              |
| Playoffs         | Playoffs         | Playoffs         | Playoffs         | Playoffs         | Playoffs         | 153              | 164              | 48,3%            | 2 titres NBA | 2 titres NBA                         | 2 titres NBA |